# Ekerekeia
Ekerekeia is een geslacht van uitgestorven zee-egels uit de familie Heterodiadematidae.

## Soorten
- Ekerekeia crenulata (Kier, 1972) †
- Ekerekeia somaliensis (Currie, 1927) †